# لاشين (فلم)
لاشين هو فيلم مصري أُصدر في 8 يناير 1938 من إخراج فريتز كرامب. الفيلم من أفضل مئة فيلم في تاريخ السينما المصرية.

## ملخص القصة
لاشين قائد لجيش أحد الحكام، يدير شؤون الحكم رئيس الوزراء الذي يتاجر بقوت الرعية في حين أن الحاكم لا يقدم ولا يؤخر في شيء وهو ضعيف الشخصية متعدد العلاقات النسائية، يحاول «لاشين» تنبيه الحاكم إلى ألاعيب رئيس الوزراء، يتم القبض على «لاشين» بتهمة غوايته لجارية تحبه ويحبها الحاكم ويودع في السجن. يثور الشعب الذي كان قد ضاق ذرعًا بأفعال رئيس الوزراء الظالم واستغل المجاعة للاستيلاء على السلطة، يتم الإفراج عن لاشين بأيدي الشعب وتعم العدالة في البلاد.

## بطولة
- حسن عزت
- حسين رياض
- نادية ناجى
- حسن كامل
- حسن البارودي
- محمود السباع
- عبد العزيز خليل

## الإنتاج
الفيلم من إنتاج ستوديو مصر وبطولة ممثل مصري تعلم فن التمثيل في فرنسا ولم يقف أمام الكاميرات إلا في هذا الفيلم اسمه حسن عزت وقامت بالبطولة النسائية أمامه ممثلة ناشئة اسمها نادية ناجي، حسين رياض ومحمود السباع و«أحمد بيه» زعيم الفلاحين؛ حسن البارودي وعشرة آلاف ممثل وممثلة مع حوار أحمد رامي وإخراج الألماني فريتز كرامب.

## روابط خارجية
- الفيلم على موقع السينما